# Najamnik
Najamnik ili plaćenik je izraz koji se koristi za svaku osobu koja učestvuje u oružanom sukobu ili uz oružani sukob vezanim aktivnostima, a kojoj je glavni motiv za takvu delatnost sticanje materijalnog bogatstva. Najamnici se moraju razlikovati od profesionalnih vojnika koji su pripadnici redovne stajaće vojske neke države, odnosno od dobrovoljaca koji u ratu učestvuju iz idealističkih pobuda.

## Istorija
Najamnici se pojavljuju u samim počecima pisane istorije, s obzirom da su i najranije civilizacije, odnosno njihovi vladari, prepoznali određene prednosti korištenja stranaca u oružanim snagama. One su se prvenstveno odnosile na činjenicu da su strani profesionalni vojnici u pravilu bolje obučeni za rat od domaćih seljaka/građana, odnosno - za razliku od domaćih feudalaca, plemića ili pripadnika vojničkih kasti - manje skloni da preuzimaju vlast od svojih poslodavaca.
Vrlo često su se najamnici koristili i kao trupe specijalizivane za tačno određenu ulogu, koju redovne snage određene države nisu htele ili mogle koristiti. To se u antičko doba prvenstveno odnosilo na tzv. laku pešadiju - čarkaše, odnosno praćkaše i strelce - odnosno konjicu.

### Antika
U antičko doba veliku slavu su stekli grčki najamnici koji se od vremena peloponeskog rata počinju razvijati u privatne vojske sa specifičnom organizacijom, taktikom i načinom borbe koji je stvorio novu formu pešadije pod nazivom peltasti. Te i druge najamnike su rado koristile trgovačke republike - koje su imale velike količine novca, ali male količine ljudstva, te su njihove oružane snage gotovo u potpunosti činili strani najamnici. Najpoznatiji takav primer je Kartagina, koja je stvorila imperiju uprkos toga što gotovo i nije imala vlastite vojnike.
Poraz Kartagine u punskim ratovima je međutim pokazao da najamništvo samo po sebi ne može da donese pobedu, odnosno da je inferiorno redovnoj stajaćoj vojsci poput one kakvu je imala Rimska republika, a kasnije i Rimsko carstvo. Zamena te redovne vojske germanskim i drugim najamnicima se, često tumači kao jedan od razloga za propast Rimskog carstva.

### Srednji vek
Najamnici se povremeno javljaju u Evropi tokom srednjeg veka, ali na važnosti dobijaju tek kada se razvija novčana privreda, odnosno njihovi poslodavci dobijaju mogućnost da vernost u ratu nagrađuju novcem, a ne udelom u pljački ili feudalnim povlasticama. Tako se javljaju prve stalne najamničke organizacije, od kojih je možda najpoznatija Katalonska kompanija. Krajem 15. veka na bojnim poljima Evrope dominaciju feudalne konjice menja najamnička pješadija, čiji su najpoznatiji predstavnici Švajcarci naoružani helebardama i vrhunski izvežbani za korištenje komplikovanih borbenih poredaka. Njih će u 16. veku zamijeniti nemački landsknehti, a pojavljuju se i arkebuziri - profesionalci čija je specijalnost korištenje vatrenog oružja.
Novo oružje i nova taktika čini vojske daleko skupljima, te ih mogu priuštiti samo najmoćniji vladari i države, što dovodi do stvaranja apsolutnih monarhija, kao i do spoznaje da je najamnike previše skupo i komplikovano okupljati samo u slučaju rata, odnosno raspuštati u miru - kao što je to dosada bio slučaj. Tako najamničke formacije s vremenom postaju stalne te postaju osnov profesionalnih stajaćih vojski, od koje neke i dan-danas postoje, odnosno vuku tradiciju.

### Novi vek
Najamništvo je u doba francuske revolucije dobilo zao glas, jer su ga idealistički revolucionari smatrali oličenjem ne samo starog režima, nego i inferiornim novim velikim nacionalnim vojskama sastavljenim od regruta. Male profesionalne polu-najamničke vojske koje su podlegle francuskoj revolucionarnoj vojsci na početku francuskih revolucionarnih ratova su im dale za pravo. Negativni stav prema najamnicima je preuzeo i marksizam.
S druge strane, određene države su iz različitih razloga zadržale određene forme najamništva u svojim oružanim snagama, za šta je najpoznatiji primer francuska Legija stranaca. Takve formacije su s vremenom stvorile određenu romantičnu aureolu u popularnoj kulturi, te tako kompenzirale negativne ideološke konotacije.
Nakon Drugog svetskog rata najamništvo se ponovno javlja usld specifičnih okolnosti vezanih uz dekolonizaciju i hladni rat. Mnoge države u Africi koje su stekle nezavisnost nisu imale obučene profesionalne oficire, niti vojsku, pa su u tu svrhu bile prisiljene da koriste usluge plaćenika iz zapadnih zemalja. Mnoge zapadne vlade su, međutim, koristile najamnike i njihove paravojne formacije kako bi prikrile vlastito mešanje u unutrašnje stvari bivših kolonija. Najamnici su posebno na zao glas došli za vreme kongoanske krize, nigerijskog građanskog rata i građanskog rata u Angoli.
U najnovije doba najamništvo je dobilo novi oblik kroz tzv. privatne vojne kompanije koje najčešće operišu kao paravojna formacija, odnosno zaštitarska služba za velike korporacije u kriznim područjima sveta. Na sebe su skrenuli pažnju svojim učešćem u Iraku nakon američke invazije i zbacivanja Sadama Huseina.

## Francuska Legija stranaca
Francuska Legija stranaca je jedinstvena vojna formacija čiji su pripadnici stranci koji se bore za Francusku, ali nisu plaćenici (iako ih mediji pogrešno opisuju kao takve) budući da su u sastavu francuskih oružanih snaga. Prema rečima Endija Robertšava, kustosa Kraljevskog muzeja logističkog korpusa: „Plaćenici ako su spremni da rade za najboljeg ponuđača mogli bi vas izdati, morali ste biti veoma oprezni s njima. Legija je nacionalna jedinica koja služi naciji i ne mogu samo tako raditi za onoga ko najviše nudi”.

## Primeri plaćenika
- U doba ratnog vihora u Kini (prva polovina 20. veka) su se borili mnogi američki i engleski plaćenici. Među poznatijima su Homer Lea, Filo Norton Makgrifin,[4] Moris Kohen i Fransis Artur Saton.[5]
- Kroz prve faze Drugog kinesko-japanskog rata za kinesko ratno vazduhoplovstvo su služili strani vojni piloti okupljeni u poznatom 14. eskadronu. Piloti su bili zaduženi za lake bombarderske zadatke te su bili aktivni tokom februara i marta 1938. godine.[6]
- Tokom Nigerijskog građanskog rata (1967—1970) na strani Bijafre su se borili plaćenici u sklopu četvrte komandoske brigade.[7] Ostali plaćenici su stigli u Bijafru avionom kao npr. Hejnrih Vartski poznat i kao Henri Varton zajedno sa vojnom opremom.[8]
- Obe zaraćene strane su u Eritrejsko-etiopskom ratu (1998—2000) unajmljivale plaćenike. Veruje se da su ruski plaćenici leteli za ratna vazduhoplovstva obe strane.[9][10]
- Muamer el Gadafi je tokom građanskog rata u Libiji 2011. navodno koristio plaćeničke vojnike, uključujući i Tuarege iz različitih zemalja u Africi.[11] Mnogi od njih bili su članovi Islamske legije, panarapske paravojne formacije koju je osnovao sam Gadafi 1972. Prema informacijama, regrutovano je 800 vojnika iz Malija, Nigera, Alžira, Gane i Burkine Faso. Takođe, na Gadafijevojh strani se borio i manji broj plaćenika iz istočne Evrope.[12]

## Literatura
- Bernales-Ballesteros, Enrique; UNHCHR: Special Rapporteur of the Commission on Human Rights on use of mercenaries
- Bodin J; Les Suisses au Service de la France. Editions Albion Michael. 1988. ISBN 978-2-226-03334-5.
- Chartrand, Rene; Louis XV's Army – Foreign Infantry. Osprey. 1997. ISBN 978-1-85532-623-1.
- Chartrand, Rene; Spanish Army of the Napoleonic Wars 1793–1808. Osprey. 1998. ISBN 978-1-85532-763-4.
- Milliard, Todd S.; Overcoming post-colonial myopia: A call to recognize and regulate private military companies Архивирано на веб-сајту  (1. децембар 2012)(PDF), in Military Law Review Vol 173, June 2003. At the time of publication Major Milliard was a Judge Advocate in the Judge Advocate General's Corps, U.S. Army
- Anthony Mockler (2012). Storia dei mercenari: Da Senofonte all'Iraq. Odoya. ISBN 9788862881531.
- Guy Arnold (1999). Mercenaries: The Scourge of the Third World. Palgrave Macmillan. ISBN 978-0-312-22203-1.
- Doug Brooks & Shawn Lee Rathgeber. "The Industry Role in Regulating Private Security Companies", Canadian Consortium on Human Security – Security Privatization: Challenges and Opportunities, Vol. 6.3, University of British Columbia, March 2008.
- Niccolò Machiavelli. The Prince. 1532. Ch. 12.
- Anthony Mockler. Hired Guns and Coups d'Etat: Mercenaries: Thirty Years 1976-2006. Hunter Mackay, 2007.
- Anthony Mockler. The Mercenaries: The Men Who Fight for Profit—from the Free Companies of Feudal France to the White Adventurers in the Congo. Macmillan, 1969.
- Anthony Mockler. The New Mercenaries: The History of the Mercenary from the Congo to the Seychelles. Paragon House, 1987.
- Robert Young Pelton (2002). Hunter Hammer and Heaven, Journeys to Three World's Gone Mad,. ISBN 978-1-58574-416-9.
- Jeremy Scahill (2007). Blackwater: The Rise of the World's Most Powerful Mercenary Army. Nation Books. ISBN 978-1-56025-979-4.
- Peter J. Woolley. "Soldiers of Fortune," The Common Review, 5  (4):(2007), pp. 46–48. Review essay.

Status in međunarodnom pravu
- Marina Mancini; Private Military and Security Company Employees: Are They the Mercenaries of the Twenty-first Century?, EUI Working Paper AEL 2010/5, European University Institute, San Domenico di Fiesole, 2010, ISSN 1831-4066.
- Katherine Fallah; Corporate Actors: the Legal Status of Mercenaries in Armed Conflict Архивирано на веб-сајту  (24. април 2010), International Review of the Red Cross, (2006)
- Eliav Lieblich; "The Status of mercenaries in International Armed Conflict as a case of politicization of International Humanitarian Law", Bucerius Law Journal, (2009)
- Janice E. Thomson (1994). Mercenaries, pirates, and sovereigns: state-building and extraterritorial violence in early modern Europe. Princeton University Press. ISBN 978-1-4008-0801-4..  Describes the building of the modern state system through the states' "monopolization of extraterritorial violence."
- PMCs Monitor: An international organization which advocates for tighter rules
- United Nations Working Group on the use of mercenaries as a means of violating human rights and impeding the exercise of the rights of peoples to self-determination

Privatne vojne kompanije
- Robert Young Pelton; Licensed to Kill: Hired Guns in the War on Terror. Crown. 2006. ISBN 978-1-4000-9781-4.
- Mercenary / Private Military Companies (PMCs): Links for mercenary related articles
- Corporate Mercenaries: War on Want's report on the threat of private military companies, November 2006

Drugo
- Military science in western Europe in the sixteenth century. Prologue: The nature of armies in the 16th century (PDF): A given army often included numerous nationalities and languages. The normal Landsknecht regiment included one interpreter per 400 men, and interpreters were commonly budgeted for in the staffs of the field armies of the French, and of German reiter regiments as well. Fluency in multiple languages was a valuable skill for a captain, given that it was not uncommon for armies to consist of a majority of foreign nationals."